# Bois de corde
Ne doit pas être confondu avec Bois cordé.
Le bois de corde est un bois rond fendu pour les poêles et chaudières domestiques. On l'appelle logs en anglais et bois bûche en France. C'est la forme utilisée pour la livraison de cordes de bois. Il s'oppose à la charbonnette, de dimension plus faible destinée à la production de charbon de bois et carbonisé en forêt.
L'origine du nom vient de ce qu'on mesurait le volume de bois livré avec une corde. 
La valeur de ce bois de chauffage est moindre que celle du bois d'œuvre, et la revue forestière française faisait état d'un rapport de 1 à 5 au XIXe siècle contre un rapport de 1 à 100 en 1957. 
Pour faire du feu, à l'âtre ou dans un fourneau, on commençait par brûler des brins de fagot ou de bourrée, puis on utilisait ensuite de la charbonnette et enfin du bois de corde.